# Королевская Викторианская цепь
Королевская Викторианская цепь — награда, учреждённая королём Эдуардом VII в 1902 году. Несмотря на схожее название, не входит в структуру королевского Викторианского ордена, хотя также, как и орден, является знаком личного внимания монарха. Не входит в систему старшинства британских наград, не дает права на использование инициалов наград. Цепью могут награждаться как подданные британского монарха, так и иностранные граждане, при этом иностранцы являются либо главами государств, либо представителями королевских домов, а британские подданные являются лицами высочайшего ранга, либо членами королевской семьи. Всего из 14 ныне живущих обладателей цепи лишь четверо не являлись главами государств (на момент вручения). Для канадских граждан, в силу запрета на получение пэрских и рыцарских титулов, является наивысшей наградой, и лишь двое получили её за всю историю — бывшие генерал-губернаторы Винсент Мэсси и Роланд Миченер.
Цепь имеет в качестве звеньев чередующиеся изображения розы, чертополоха, клевера и лотоса (символизирующие, соответственно Англию, Шотландию, Ирландию и Индию) с монограммой Эдуарда VII под короной, покрытой красной эмалью, ERI (Edwardus Rex Imperator). На цепи висит знак в виде мальтийского креста с овальным медальоном в центре, монограммой "VRI" (Victoria Regina Imperatrix). Цепь носится вокруг шеи (мужчинами), либо на банте, прикрепленном к левому плечу (для женщин). Цепь должна быть возвращена монарху после смерти владельца.